# Landschaftsschutzgebiet Eilper Berg/Langenberg

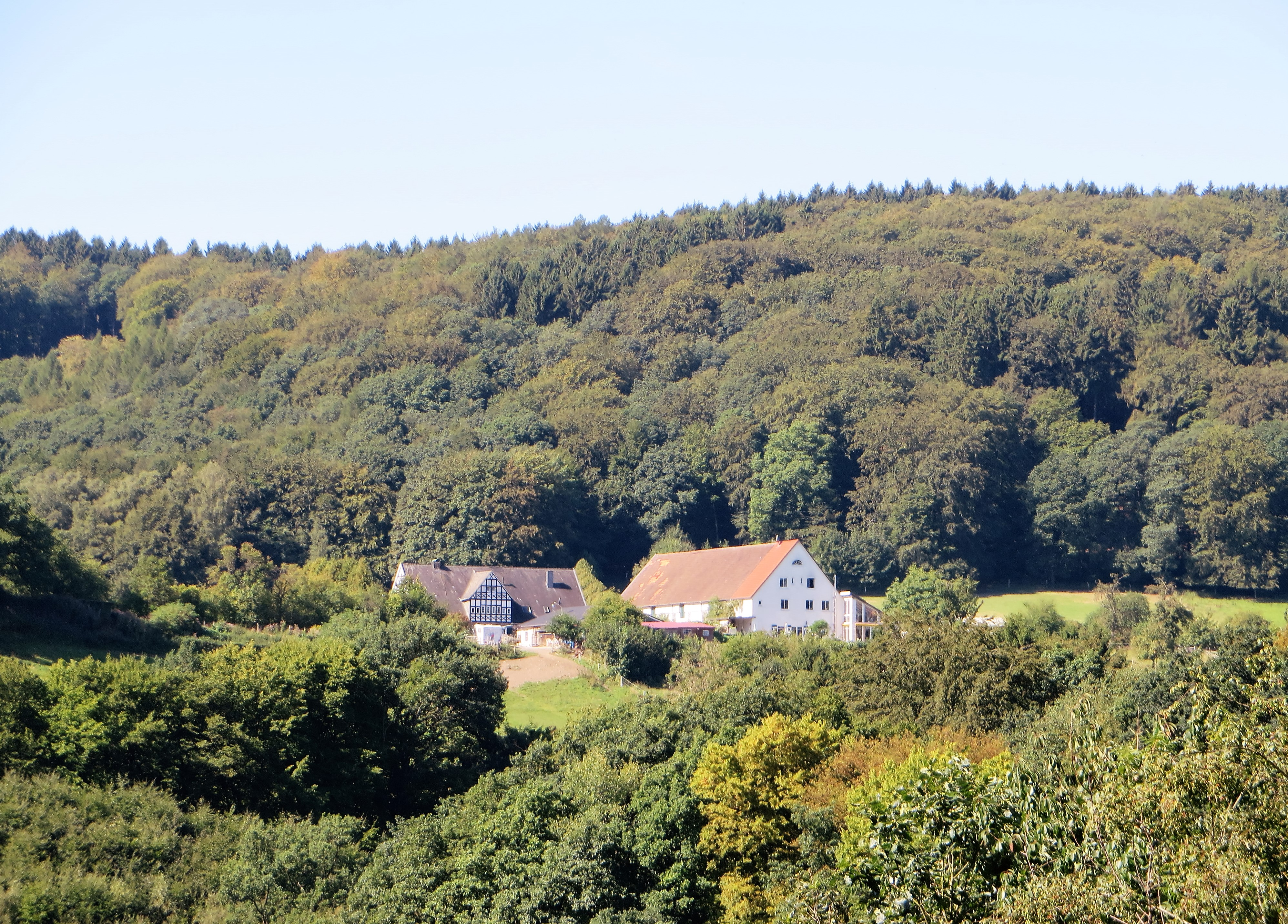
Landschaftsschutzgebiet Eilper Berg/Langenberg

Das Landschaftsschutzgebiet Eilper Berg/Langenberg mit einer Flächengröße von 754,28 ha befindet sich auf dem Gebiet der kreisfreien Stadt Hagen in Nordrhein-Westfalen. Das Landschaftsschutzgebiet (LSG) wurde 1994 mit dem Landschaftsplan der Stadt Hagen vom Stadtrat von Hagen ausgewiesen. Im Bereich Eilper Feld waren bei Ausweisung des Landschaftsplanes Schrebergärten geplant.

## Beschreibung
Im Westen grenzt das Mäckinger Bachtal das LSG vom Landschaftsschutzgebiet Rafflenbeuler Kopf ab. Im Nordwesten grenzt der Selbecker Bach und im Norden bebaute Bereiche des Stadtteils Eilpe. An der östlichen Grenze verläuft die B 54 bzw. das Landschaftsschutzgebiet Asmecker Bachtal. Im Süden dann das Landschaftsschutzgebiet Breckerfeld im Stadtgebiet von Breckerfeld und das Landschaftsschutzgebiet westlich Priorei. Wie eine Insel liegt die Helios Klinik Hagen-Ambrock im LSG.
Im LSG liegen hauptsächlich Waldbereiche die von zahlreichen Bachtälern durchzogen sind und kleinere landwirtschaftlich genutzte Flächen. Die Wallanlage Ambrock,  eine mittelalterliche Fliehburg, befindet sich nahe Dahl. Diese Anlage ist als Kulturdenkmal ausgewiesen. Der im Abbau befindliche Grauwacke-Steinbruch Ambrock gehört zum LSG.

## Schutzzweck
Laut Landschaftsplan erfolgte die Ausweisung „zur Erhaltung und Wiederherstellung der Leistungsfähigkeit des Naturhaushaltes, insbesondere durch Sicherung ökologisch wertvoller Waldgesellschaften und der besonderen Lebensräume für zahlreiche geschützte und gefährdete Vogelarten, wegen der Vielfalt, Eigenart und Schönheit des Landschaftsbildes, insbesondere als großer überwiegend forstlich geprägter Bereich mit unterschiedlichen Waldgesellschaften und wegen der besonderen Bedeutung dieses bis in das Eilper Zentrum reichenden Grünzuges für die auf Naturerlebnis ausgerichtete Erholungsnutzung“.